# Kloster Alsfeld

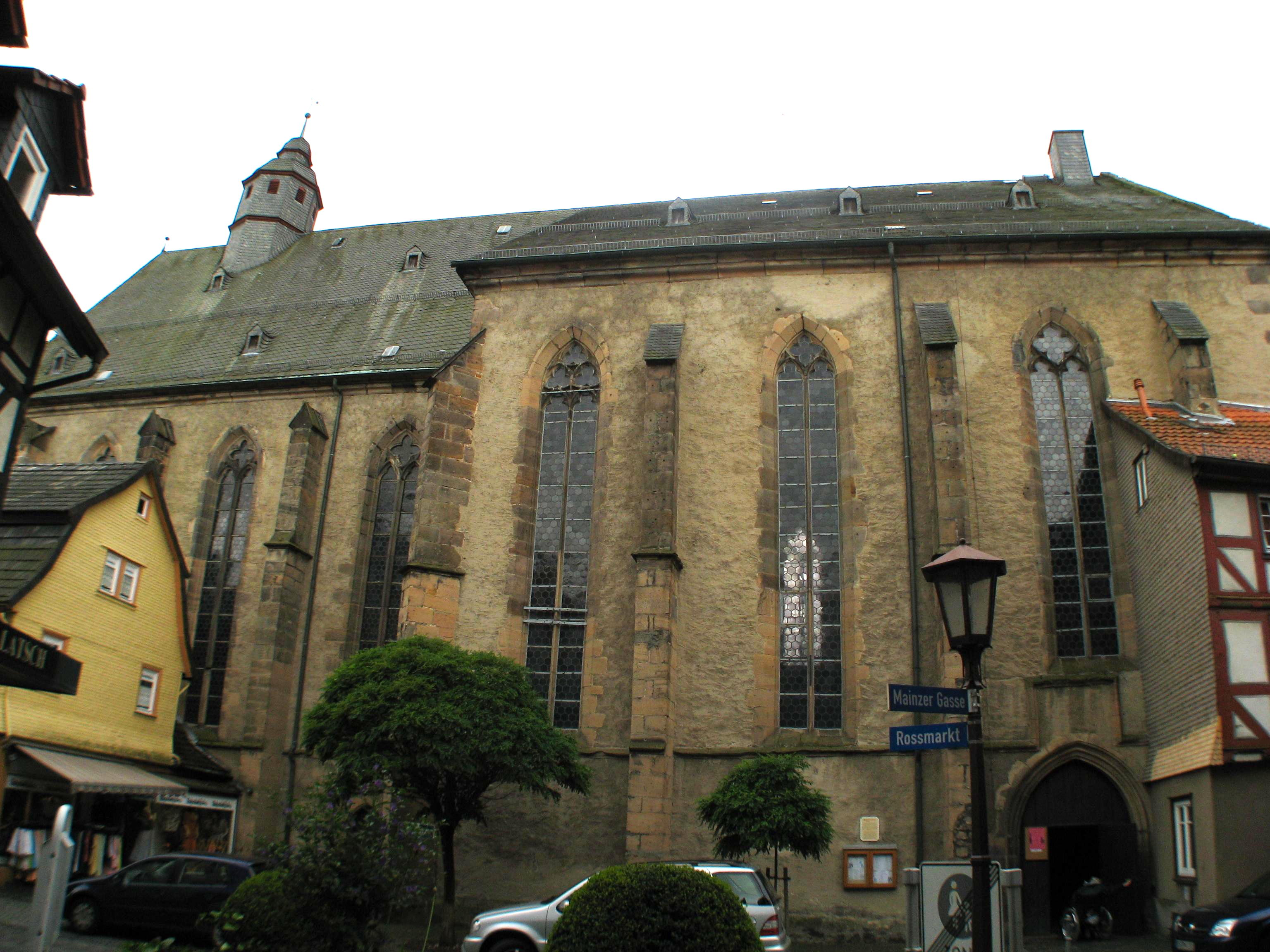
Alsfeld, Dreifaltigkeitskirche

Das Augustinereremitenkloster zum Erlöser in Alsfeld wurde im 13. Jahrhundert von dem Mönchsorden der Augustiner gegründet. Das Gründungsjahr des Klosters ist urkundlich nicht zu ermitteln. Die älteste urkundliche Nachricht stammt aus dem Jahre 1339. Heute sind vom Augustinerkloster nur noch die gotische Predigtkirche und einzelne Gebäudeteile erhalten. Aus dem Kloster zu Alsfeld, das 1527 von Landgraf Philipp aufgelöst worden ist, ging der hessische Reformator Tilemann Schnabel hervor. Er studierte in Wittenberg bei Martin Luther. Später wurde Tilemann Schnabel Superintendent in der Stadt Alsfeld.

## Geschichte
Alsfeld gehörte zu der durch die Aufteilung von 1299 entstandenen sächsisch-thüringischen Provinz des Ordens und war in deren mitteldeutschem Bereich der westliche Stützpunkt. Das Mutterkloster war Gotha. Im Bereich der Mainzer Diözese haben sich die Augustiner von hier aus verbreitet. In alten Chroniken wird 1452 ein steinerner Predigtstuhl im Kreuzgang, 1525 eine steinerne Säule in der Küche und ein Brunnen erwähnt.
Alsfeld spielte bis zu seiner Säkularisation durch Landgraf Philipp von Hessen im Herbst 1527 nur eine relativ bescheidene Rolle. 1498 wurde das Kloster durch Landgraf Wilhelm d. J. von Hessen reformiert und 1527 aufgehoben. Bei der Aufhebung gehörten dem Konvent 17 oder 18 Mönche an. In den Klostergebäuden wurde 1533 ein Hospital der Stadt eingerichtet und die Einkünfte 1540 der Universität Marburg gegeben. Die Kirche ist seit 1664 die Dreifaltigkeitskirche der evangelischen Gemeinde.
Die Klöster waren im Abendland geistige Mittelpunkte der frühen mittelalterlichen Kultur. Die Mönche waren es, die auf dem Gebiet der Landwirtschaft und Kolonisation, auf karitativem und auch auf wissenschaftlichem Gebiet große Leistungen vollbrachten. Sie waren im Mittelalter die Träger des kulturellen Lebens. Unter einem Kloster versteht man eine von der Außenwelt abgesonderte Behausung der Mönche, in der Regel eine Gebäudegruppe, bestehend aus einer Kirche, Wohn- und Wirtschaftsgebäuden. Die Klöster des Mittelalters mit ihren großen Predigtkirchen entstanden zumeist an Stadträndern neben den Wehrmauern, wo sich die Ordensbrüder freier regen konnten, trotzdem aber eng mit der Bürgerschaft verbunden waren.
Neben den Mönchsorden der Dominikaner und Benediktiner waren es besonders die Augustiner, die zahlreiche Klöster in Deutschland gründeten. So ist auch das Alsfelder Kloster eine Gründung der Augustiner. Das Kloster trägt auch den Namen „Augustinereremitenkloster zum Erlöser“.

## Gebäude der Klosteranlage
Es gab gewisse Vorschriften für die Bauweise der Klöster. Es war z. B. verboten, Türme aufzuführen und die Kirchen einzuwölben – mit Ausnahme des Chors. Die Größe und Höhe der Mönchszellen war ebenfalls vorgeschrieben. Auch die Lage der einzelnen Räume, die Lage der Gebäudegruppen zur Himmelsrichtung, sowie die Lage des Kirchenchors nach Osten waren genau festgelegt. Besonders bevorzugt war für die Errichtung eines Klosters die südliche Stadtmauer.
Als Regel galt bei einem Klosterbau, dass die Gebäudegruppe in einem Viereck angeordnet war, dessen nördliche Begrenzung meist die Kirche mit ihren wesentlich höheren Längswänden als Schutz für die daran anschließenden niedrigen Gebäude darstellte. Typische Räume im Kloster sind: Refektorium (Speisesaal), Dormitorium (Schlafräume) und Klosterkapitel (Versammlungsraum) sowie das Necessarium (Bedürfnisraum). Das Augustinerkloster zu Alsfeld zeigt die typischen Merkmale dieser frühen Klosteranlage. Im ersten Obergeschoss lagen die Schlafräume der Mönche, die von einem Mittelgang aus nach beiden Seiten zugänglich waren. Zu erkennen sind die Raumabmessungen: Jede Zelle reichte etwa für ein Bett, einen Stuhl und eine Schreibgelegenheit und wurde von einem verhältnismäßig kleinen schmalen Fenster erhellt. Die Kirche war als größtes Gebäude der Anlage, von der Stadtseite und auch von der Klosterseite zugänglich.

## Kirche des Klosters
Die Kirche ist eine Hallenkirche frühgotischen Ursprungs, die in der Zeit zwischen 1415 und 1436 verlängert wurde und ein Seitenschiff erhielt. Die Kirche dient heute als Winterkirche der evangelischen Gemeinde Alsfeld.
An der West- und an der Nordseite ist die Kirche jetzt von mittelalterlichen Fachwerkhäusern umschachtelt und lässt deshalb die frühere städtebauliche Situation des Eingangs zum Kloster und dessen Verbindung zum Mainzertor nicht mehr erkennen. Das Spitalgebäude, das aus dem Abbruchmaterial des Klosters errichtet wurde, stammt erst aus der Zeit Landgraf Philipps, der das Kloster mit der Kirche im Jahre 1532 der Stadt Alsfeld zum Geschenk machte.